# Jin Han
Jin Han (en chino simplificado: 金瀚; Xining, 7 de junio de 1993) es un actor y cantante chino.

## Biografía
En 2010 se unió a la Universidad de Música Contemporánea de Beijing (en inglés: "Beijing Contemporary Music Academy").
En octubre de 2020 confirmó que estaba saliendo con la actriz china Zhang Zhixi, sin embargo en noviembre de 2021 se anunció que después de salir por un año habían terminado.

## Carrera
En junio del 2016 se unió al elenco de la serie Campus Basketball Situation (校园篮球风云) donde interpretó al jugador de baloncesto Gao Yuan.
En noviembre del mismo año se unió al elenco recurrente de la serie The Princess Weiyoung donde dio vida a Chiyun Nan, el codicioso y peligroso Gran General del Norte de Wei.
En junio del 2017 se unió al elenco de la popular serie china Princess Agents donde interpretó a Zhao Xifeng, uno de los jóvenes maestros del Wei Occidental, así como el hijo de Zhao Gui (Shi Jiantao), un joven con dos caras y manipulador que es asesinado por Yan Xu (Shawn Dou).
El 12 de noviembre del 2018 se unió al elenco principal de la serie Our Glamorous Time donde dio vida a Li Zhicheng, un exagente especial militar, tranquilo y sereno que regresa a casa después de la muerte de su hermano mayor para salvar "Aida Group", el negocio de su familia y cuidar a su anciano padre, hasta el final de la serie el 9 de diciembre del mismo año.
El 17 de octubre del 2019 se unió al elenco principal de la serie No Secrets (没有秘密的你) donde interpretó a Jiang Xia, un joven hombre que tiene la habilidad de leer la mente de las personas y que termina enamorándose de la abogada Lin Xingran (Qi Wei), una mujer con quien comparte una conexión, hasta el final de la serie el 15 de noviembre del mismo año. La serie es una adaptación de la serie surcoreana I Can Hear Your Voice.
En noviembre del mismo año se unió elenco de la serie Royal Nirvana donde dio vida al Príncipe Xiao Dingtang, el príncipe ilegítimo del Norte de Qi, así como un hombre cobarde, débil y tímido que sólo busca obtener el trono, hasta el final de la serie en enero del 2020.
El 23 de noviembre de 2020 se unió al elenco principal de la serie Twisted Fate of Love (今夕何夕) donde interpretó a Feng Xi, hasta el final de la serie el 21 de diciembre del mismo año.
En 2021 se unirá al elenco de la serie Hello, My Shining Love donde dará vida a Ji Mo.

## Filmografía

### Series de televisión
| Año             | Título                                     | Personaje              | Notas        |
| --------------- | ------------------------------------------ | ---------------------- | ------------ |
| 2021 - presente | Thunder Chaser                             | Zhuang Yan             |              |
| 2021 - presente | Hello, My Shining Love                     | Ji Mo                  |              |
| 2020            | Twisted Fate of Love                       | Feng Xi / Pang Xi      | 43 episodios |
| 2019 - 2020     | Royal Nirvana                              | Príncipe Xiao Dingtang |              |
| 2019            | Who's Not Rebellious Youth                 | Wei Yi                 |              |
| 2019            | No Secrets                                 | Jiang Xia              | 32 episodios |
| 2018            | Our Glamorous Time                         | Li Zhicheng            | 50 episodios |
| 2017            | King is Not Easy                           | Wang Shu               |              |
| 2017            | Princess Agents                            | Zhao Xifeng            |              |
| 2016            | The Princess Weiyoung                      | Chiyun Nan             |              |
| 2016            | City Lover (城市恋人)                      | -                      |              |
| 2016            | Campus Basketball Situation (校园篮球风云) | Gao Yuan               |              |
| 2015            | 伊川大魔王                                 | Mu Ze                  |              |
| 2015            | Super Teacher Bing (超级教师)              | Ye Yuhu                |              |

### Películas
| Año  | Título                             | Personaje   | Notas                                            |
| ---- | ---------------------------------- | ----------- | ------------------------------------------------ |
| 2016 | Goodbye Mermaid (再见美人鱼)       | Gao Hongtai | junto a Li Jiawen y 雷诺儿                       |
| 2014 | The Fervent Youth (谁的青春不热血) | Wang Bo     | junto a 焦慧, Lei Feipeng, Zhenjiang Bao y 郑韵  |
| 2013 | Sisters (姐妹)                     | Jin Han     | junto a 彭紫烊, Musi Ni, Han Xuewei y Xirui Zhao |

### Programas de variedades
| Año        | Programa                  | Notas                     |
| ---------- | ------------------------- | ------------------------- |
| 2019, 2020 | Happy Camp                | 3 episodios - invitado    |
| 2019       | HAHA Farmer (哈哈农夫)    | 12 episodios - miembro    |
| 2015       | Road To Star (中国好男儿) | competidor - (3er. lugar) |
| 2009       | Dancing by You            | competidor                |

### Aparición en videos musicales
| Año  | Artista  | Canción        | Notas                     |
| ---- | -------- | -------------- | ------------------------- |
| 2012 | Anson Hu | "劫后余生"     |                           |
| 2012 | Anson Hu | "爱情是怎么了" | (apareció como el barman) |

### Revistas / sesiones fotográficas
| Año  | Título                | Notas                                       |
| ---- | --------------------- | ------------------------------------------- |
| 2021 | Men’s Uno China       | junto a Li Yitong                           |
| 2020 | Harper’s Bazaar China | (publicación de febrero) - junto a Joe Chen |
| 2019 | Harper’s Bazaar China | junto a Qi Wei                              |
| 2019 | Starbox Young         |                                             |
| 2018 | CHIC Magazine         |                                             |
| -    | In Shanghai           |                                             |

### Eventos
| Año  | Título                             | Notas |
| ---- | ---------------------------------- | ----- |
| 2019 | 2019 Tencent Video All Star Awards |       |

## Discografía

### Singles
| Año  | Título                         | Álbum                          | Notas |
| ---- | ------------------------------ | ------------------------------ | ----- |
| 2018 | Our Glamorous Times (倾城时光) | OST de "Our Glamorous Times"   |       |
| 2016 | Fate Because of Me (緣因我)    | OST de "The Princess Weiyoung" |       |

## Premios y nominaciones
| Año  | Categoría                      | Premio                                      | Trabajo           | Resultado |
| ---- | ------------------------------ | ------------------------------------------- | ----------------- | --------- |
| 2019 | All-Rounded Artist of the Year | 4th China Quality Television Drama Ceremony | -                 | Ganó      |
| 2014 | -                              | Xiangyang University Student Film Festival  | The Fervent Youth | Ganó      |